# Hanging Rock
Hanging Rock é uma vila localizada no estado norte-americano de Ohio, no Condado de Lawrence.

## Demografia
Segundo o censo norte-americano de 2000, a sua população era de 279 habitantes.
Em 2006, foi estimada uma população de 293, um aumento de 14 (5.0%).

## Geografia
De acordo com o United States Census Bureau tem uma área de
1,8 km², dos quais 1,6 km² cobertos por terra e 0,2 km² cobertos por água.

## Localidades na vizinhança
O diagrama seguinte representa as localidades num raio de 8 km ao redor de Hanging Rock.